# Seznam dílů seriálu Sekce 9
Toto je seznam dílů seriálu Sekce 9. Americký dramatický seriál Sekce 9 byl premiérově vysílán v letech 2000–2001 na stanici UPN, celkem vzniklo 13 dílů.

## Přehled řad
| Řada | Díly | Premiéra v USA | Premiéra v USA | Premiéra v ČR   | Premiéra v ČR     |
| Řada | Díly | První díl      | Poslední díl   | První díl       | Poslední díl      |
| ---- | ---- | -------------- | -------------- | --------------- | ----------------- |
| 1    | 13   | 27. října 2000 | 26. ledna 2001 | 24. června 2003 | 22. července 2003 |

## Seznam dílů
Česká premiéra seriálu byla vysílána po půlnoci, v seznamu je datum české premiéry uvedeno podle televizního dne, tj. hodiny 00.00–06.00 se počítají k předchozímu kalendářnímu dni.
| Č. v seriálu | Původní název             | Český název | Režie              | Scénář                                                                                                  | Premiéra v USA     | Premiéra v ČR     |
| ------------ | ------------------------- | ----------- | ------------------ | --- | ------------------ | ----------------- |
| 1            | Mail Call                 |             | Robert Harmon      | Michael Connelly a Josh Meyer                                                                           | 27. října 2000     | 24. června 2003   |
| 2            | DefCon                    |             | John Sacret Young  | námět: Josh Meyer a Michael Connelly scénář: Josh Meyer                                                 | 3. listopadu 2000  | 25. června 2003   |
| 3            | Through the Looking Glass |             | Vincent Misiano    | námět: Michael Connelly a Josh Meyer scénář: Michael Connelly                                           | 10. listopadu 2000 | 26. června 2003   |
| 4            | Reboot                    |             | Vincent Misiano    | Peter M. Lenkov                                                                                         | 17. listopadu 2000 | 1. července 2003  |
| 5            | Digital Babylon           |             | Aaron Lipstadt     | námět: John Mankiewicz a Daniel Pyne scénář: Neil Ingram a Daniel Pyne                                  | 24. listopadu 2000 | 2. července 2003  |
| 6            | Ten Little Hackers        |             | Aaron Lipstadt     | Jordan Hawley a William Schifrin                                                                        | 1. prosince 2000   | 3. července 2003  |
| 7            | A Price to Pay            |             | Jeffrey Reiner     | námět: John Sacret Young a Jeannine Renshaw scénář: Jeannine Renshaw                                    | 8. prosince 2000   | 8. července 2003  |
| 8            | Eat Flaming Death         |             | Norberto Barba     | Carla Kettner                                                                                           | 15. prosince 2000  | 9. července 2003  |
| 9            | Wetware                   |             | Goran Gajic        | Peter M. Lenkov                                                                                         | 19. ledna 2001     | 10. července 2003 |
| 10           | Avatar                    |             | Whitney Ransick    | Paul Guyot                                                                                              | 26. ledna 2001     | 15. července 2003 |
| 11           | It's Magic                |             | John Sacret Young  | námět: John Sacret Young scénář: John Sacret Young, John Mankiewicz, Peter M. Lenkov a Jeannine Renshaw | nebylo vysíláno    | 16. července 2003 |
| 12           | The Programmer            |             | Sarah Pia Anderson | Robert Ward                                                                                             | nebylo vysíláno    | 17. července 2003 |
| 13           | Mob.com                   |             | Aaron Lipstadt     | Jordan Hawley a William Schifrin                                                                        | nebylo vysíláno    | 22. července 2003 |